# Альбрехт I (герцог Саксонии)
Альбрехт I (нем. Albrecht I; ок. 1190 — 7 октября 1260) — герцог Саксонии, курфюрст и рейхсмаршал Священной Римской империи. Представитель рода Асканиев, Альберт был младшим сыном герцога Саксонии Бернхарда III и Юдит Польской, дочери польского князя Мешко III Старого.

## Биография
После смерти отца в 1212 году сыновья Бернхарда поделили его земли в соответствиями с обычаями дома Асканиев: старший сын Генрих получил Ангальт, а младший, Альбрехт — герцогство Саксонию. Позже Альбрехт поддержал императора Оттона IV в его войнах против Гогенштауфенов.
22 июля 1227 года Альбрехт I участвовал в разгроме датчан в сражении при Борнхёведе, после которого он был утвержден сеньором графств Шауэнбург и Хольстен. После сражения Альберт усилил и расширил свои крепости и замок в Лауэнбурге, построенный его отцом в 1182 году.
В 1260 году Альбрехт умер и был похоронен в аббатстве Ленин. Его сыновья: старший, Иоганн I, и младший, Альбрехт II, совместно управляли Саксонией, а впоследствии Иоганн отрекся в пользу своих трех сыновей. 20 сентября 1296 года герцогство Саксония было поделено между оставшимися в живых сыновьями Альбрехта на герцогства Саксен-Лауэнбург и Саксен-Виттенберг.

## Брак и дети
В 1222 году Альберт женился на Агнессе Австрийской (1206 — 29 августа 1238), дочери австрийского герцога Леопольда VI. Дети:
- Бернард (ум. после 1238)
- Ютта, (1) ∞ 17 ноября 1239 Эрик IV Датский; и (2) ∞ Бурхард VIII Кверфурт-Розенбергский
- Анна-Мария (ум. 7 января 1252), ∞ Барним I, герцог Померании
- Бригитта Ютта (ум. 4 апреля 1266), невеста Отто Брауншвейгского, ∞ до 1255 маркграф Иоганн Бранденбургский.
- Матильда (ум. 28 июля 1266), ∞ ок. 1241 граф Иоганн I Шауэнбургский.

В 1238 году Альберт женился на Агнессе Тюрингской, (1205—1246), дочери ландграфа Германна I Тюрингского. От неё дети:
- Агнесса, ∞ Генрих, князь Вроцлавский.
- Ютта, ∞ Иоганн I, маркграф Бранденбургский, (2) ∞ Бурхард VIII Розенбургский, маркграф Магдебургский.
- Маргарита (ум. 1265), ∞ 1264 Гельмольд III, граф Шверинский.

В 1244 году Альберт женился на Елене Брауншвейг-Люнебург (18 марта 1223 — 6 сентября 1273), дочери герцога Отто I, вдове ландграфа Тюрингии Германа II. Дети:
- Елена (1247-12 июня 1309), (1) ∞ 1266 Генрих III, князь Вроцлавский, и (2) ∞ 1275 бургграф Фредерик III Нюрнбергский.
- Елизавета (ум. до 2 февраля 1306), (1) ∞ 1250 Иоганн I, граф Шауэнбургский, (2) ∞ 1265 Конрад I Бренский.
- Иоганн I (1248-30 июля 1285)
- Альбрехт II (1250-25 августа 1298),
- Рудольф (ум. после 1269), ∞ Анна, дочь пфальцграфа Людовика Баварского.